# Орландо Мэджик
«Орландо Мэджик» (англ. Orlando Magic) — профессиональный баскетбольный клуб, выступающий в Юго-Восточном дивизионе Восточной конференции Национальной баскетбольной ассоциации. Клуб присоединился к лиге в 1989 году, одновременно с «Миннесотой Тимбервулвз», в результате расширения НБА. Команда базируется в городе Орландо, Флорида, и домашние игры проводит на арене «Киа-центра», построенного в 2010 году. В её составе играли такие игроки, как Шакил О’Нил, Анферни Хардуэй, Грант Хилл, Трэйси Макгрэди, Дуайт Ховард, Бен Уоллес и Винс Картер. За 22 года в НБА команда 13 раз выходила в плей-офф, 5 раз становилась чемпионом дивизиона и 2 раза выходила в финал НБА (в 1995 и 2009 годах). По состоянию на 2015 год, клуб является единственной командой из главных спортивных лиг США в Орландо.

## История клуба

### 1989—1992: Создание команды
Клуб «Орландо Мэджик» вошёл в состав НБА в результате расширения лиги в 1989 году. Идея о создании клуба в Орландо возникла ещё в сентябре 1985 года, когда бывший генеральный менеджер «Филадельфии 76» Пэт Уилльямс обратился к бизнесмену из Орландо Джимми Хьюитту с предложением объединить усилия для привлечения команды НБА в город. 2 июля 1986 года они вместе с мэром Орландо Биллом Фредериком внесли 100 000 долларов и официально приняли участие в конкурсе на получение баскетбольного клуба. Будущее руководство клуба и местная газета Orlando Sentinel объявили конкурс по поиску названия новой команды. Первоначально было прислано 4296 вариантов, из которых было отобрано четыре финалиста: «Хит» (англ. Heat, жара), «Тропикс» (англ. Tropics, тропики), «Джус» (англ. Juice, сок) и «Мэджик» (англ. Magic, волшебство). 27 июля 1986 года специальная комиссия объявила, что новая команда в НБА будет называться «Орландо Мэджик», а через год, 22 апреля 1987 года, совет директоров НБА официально утвердил, что «Мэджик» станут одной из команд, которые присоединятся к лиге в результате расширения. Кроме «Мэджик», в НБА вошли ещё три команды: «Шарлотт Хорнетс», «Майами Хит» в 1988 году и «Миннесота Тимбервулвз» в 1989 году. Первоначально планировалось, что к ассоциации присоединятся три команды, одна из которых будет располагаться во Флориде, однако две группы из Майами и Орландо сделали лиге хорошие предложения, и комитет решил расширить лигу на четыре команды, разрешив обоим городам иметь по клубу. Таким образом, «Мэджик» стали первым клубом в городе из главных лиг США. Владельцами команды стали Уильям Дюпонт III, Джеймс и Роберт Хервиты и Пэт Уилльямс. Стоимость клуба составила 32,5 млн долларов.
Первым тренером команды был назначен Мэтт Гукас, который на драфте расширения 15 июня 1989 года выбрал 12 игроков, а 27 июня во время драфта «Мэджик» выбрали Ника Андерсона под 11 номером. 4 ноября состоялась первая игра команды. На переполненной домашней площадке «Орландо-арена» «Мэджик» принимали «Нью-Джерси Нетс». Игра закончилась победой последних со счётом 111—106. Первую победу «Мэджик» отпраздновали через два дня, обыграв в Нью-Йорке «Никс» 118—110. Сезон команда начала с 50 % результатом — 7 побед и 7 поражений, показывая высокую результативность — более 100 очков в первых 11 играх. Дебютный сезон в чемпионате команда закончила с результатом 18-64, заняв последнее место в Центральном дивизионе.
На драфте 1990 года «Мэджик» выбрали Денниса Скотта под 4 номером. Сезон команда начала с 6 поражений, а первую половину чемпионата окончила с результатом 11-33. 30 декабря в игре против «Денвер Наггетс» Скотт Скайлз сделал 30 передач, установив рекорд НБА. В конце сезона Скайлз был назван самым прогрессирующим игроком НБА, а форвард Дэннис Скотт за сезон сделал 125 точных трёхочковых бросков, установив рекорд по этому показателю среди новичков, за что был включён в первую команду новичков НБА. Благодаря его трёхочковым броскам «Мэджик» смогли немного улучшить своё положение в турнирной таблице и закончить сезон с результатом 31-51. Несмотря на невысокие результаты, клуб пользовался большой популярностью у местных болельщиков, которые полностью выкупили билеты на почти все домашние игры (в 40 случаях из 41).
19 сентября 1991 года один из основателей компании Amway Ричард Девос купил клуб за 85 млн долларов. Сезон для команды оказался неудачным из-за того, что несколько ключевых игроков вынуждены были пропустить большую часть сезона из-за травм. Так, Скотт сыграл всего 18 игр, Ник Андерсон пропустил 22 игры, а Стэнли Робертс, Джерри Рейнольдс, Брайн Уилльямс, Сэм Винсент, Отис Смит пропустили более 27 игр. Сезон команда закончила с худшим результатом в Восточной конференции 21-61, проиграв по ходу сезона 17 игр подряд. Несмотря на невысокие показатели, команда полностью распродала билеты на домашние игры во всех 41 играх.

### 1992—1996: Дуэт О’Нила и Хардуэя

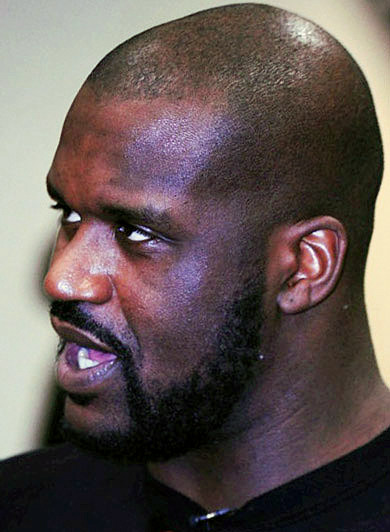
Лидер команды в 1992—1996 годы Шакил О’Нил

17 мая 1992 года «Мэджик» получили право первого выбора на драфте. Клуб выбрал центрового из университета штата Луизианы Шакила О’Нила. Имея в своём составе О’Нила, команда смогла в сезоне одержать на 20 побед больше и закончить чемпионат с результатом 41-41. О’Нил стал первым новичком со времен Майкла Джордана, которого выбрали в стартовый состав матча всех звёзд НБА. Он также стал новичком года. Но, несмотря на большую помощь команде, «Мэджик» не попали в плей-офф. Команда завершила сезон, поделив 8 место в Восточной конференции с «Индианой Пэйсерс», однако последняя вышла в плей-офф по дополнительным показателям.
На драфте 1993 года «Мэджик» второй год подряд получили право первого выбора. Несмотря на 1 шанс из 66, первый выбор неожиданно достался команде из Орландо. Перед началом сезона руководство команды перевела Гукаса на должность вице-президента по баскетбольному развитию, а место главного тренера занял его ассистент Брайан Хилл. На драфте «Мэджик» взяли тяжёлого форварда Криса Уэббера, которого сразу же обменяли в «Голден Стэйт Уорриорз» на Анферни «Пенни» Хардуэя и право выбора в первом раунде следующих трёх драфтов. В своём дебютном сезоне Хардуэй смог сделать трипл-дабл, завоевать титул самого ценного игрока матча новичков и стать 6 в лиге по количеству результативных передач. С его помощью «Мэджик» смогли одержать 50 побед в сезоне и впервые в истории выйти в плей-офф, где уступили «Пэйсерс» в первом раунде, проиграв 3 игры подряд.
В сезоне 1994/95 «Мэджик» заключили контракт с трёхкратным чемпионом НБА в составе «Чикаго Буллз» Хорасом Грантом, который в то время был свободным агентом. Таким образом, имея в своём составе молодых и талантливых новичков и опытных ветеранов, команда закончила сезон с результатом 57-25 и стала победителем Атлантического дивизиона. Дуэт Шака и Пенни стал настолько популярным у болельщиков в США, что оба игрока были выбраны в стартовый состав матча всех звёзд НБА. В плей-офф команда обыграла «Бостон Селтикс», «Чикаго Буллз», «Индиану Пэйсерс» и вышла в финал НБА, став второй командой в истории НБА по скорости попадания в финал с момента создания клуба В финале «Мэджик» встретились с действующим чемпионом НБА «Хьюстон Рокетс», командой посеянной под 6 номером в Западной конференции. Многие считали, что лидер Восточной конференции сумеет одолеть чемпионов и впервые в истории завоевать чемпионский титул. Отдельный интерес представляло собой противостояние двух центровых: Шакила О’Нила и Хакима Оладжьювона. «Рокетс» же всухую победили «Мэджик» в четырёх играх, а Оладжьювон со средней результативностью в 32,8 очка за игру переиграл своего визави, средняя результативность которого составила 28 очков.
В сезоне 1995/96 «Мэджик» опять стали одним из лидеров Восточной конференции и победителями Атлантического дивизиона, закончив сезон с результатом 60-22. Лучше Орландо в конференции выступили лишь «Чикаго Буллз», одержавшие 72 победы в сезоне. 29 апреля 1996 года генеральный менеджер команды Пэт Уиллямс был переведён на должность старшего исполнительного вице-президента, а его место занял Джон Габриэль, занимавший до этого пост вице-президента по баскетбольным операциям. В плей-офф «Мэджик» обыграли «Детройт Пистонс» и «Атланту Хокс» и в финале конференции встретились с «Буллз», где «Быки», возглавляемые Майклом Джорданом, Скотти Пиппеном и Деннисом Родманом, разгромили Орландо в четырёх играх.

### 1996—2000: Эра Хардуэя
В межсезонье у О’Нила закончился контракт с клубом, и он решил не продлевать его, перейдя на правах свободного агента в «Лос-Анджелес Лейкерс». В середине сезона из-за недовольства игроков главным тренером руководство уволило Брайана Хилла и исполняющим обязанности тренера до конца сезона стал Ричи Адабато. Под его руководством команда показала результат 21-12 и завершила сезон с 45 победами и 37 поражениями. Лидерами «Мэджик» в сезоне были Пенни Хардуэй, Даррелл Армстронг и Рони Сейкали. В первом раунде плей-офф клуб уступил «Майами Хит» в пяти играх.
Перед сезоном 1997/98 на пост главного тренера руководство клуба наняло Чака Дэйли, который дважды доводил «Детройт Пистонс» до чемпионских титулов. В руководство также вошёл член Зала славы баскетбола Джулиус Ирвинг. Однако из-за травмы один из лидеров клуба Хардуэй пропустил большую часть сезона, а Рони Сейкали был обменян в «Нью-Джерси Нетс». Роль лидеров клуба на себя взяли Андерсон и новичок команды Бо Аутло, благодаря которым «Мэджик» закончили сезон с результатом 41-41, однако такого результата не хватило для попадания в плей-офф.
На драфте НБА 1998 года «Мэджик» выбрали Майкла Долича и Мэтта Харпринга под 12 и 15 номерами соответственно. В укороченном из-за локаута сезоне клуб одержал 33 победы и 17 поражений и поделил первое место в Восточной конференции с «Майами Хит». Армстронг стал лучшим шестым игроком и самым прогрессирующим игроком сезона. В плей-офф «Мэджик» были посеяны под 3 номером и в первом раунде встретились с «Филадельфией Севенти Сиксерс». Возглавляемая Айверсоном Филадельфия обыграла в четырёх играх «Мэджик».
В 1999 году команда наняла нового тренера — Дока Риверса. Клуб обменял Анферни Хардуэя в «Финикс Санз» на Дэнни Мэннинга (который так и не сыграл ни одного матча за команду), Пэта Гэррити и два выбора на будущих драфтах. Молодая команда завершила сезон с результатом 41-41 и не попала в плей-офф. По результатам сезона генеральный менеджер клуба Джон Габриэль, который сделал более 30 обменов в течение сезона, получил 9 выборов в первых раундах драфтов и освободил платёжку команды для подписания Гранта Хилла и Трэйси Макгрэди, был назван менеджером года, а Риверс — тренером года.

### 2000—2004: Эра Трэйси Макгрэди

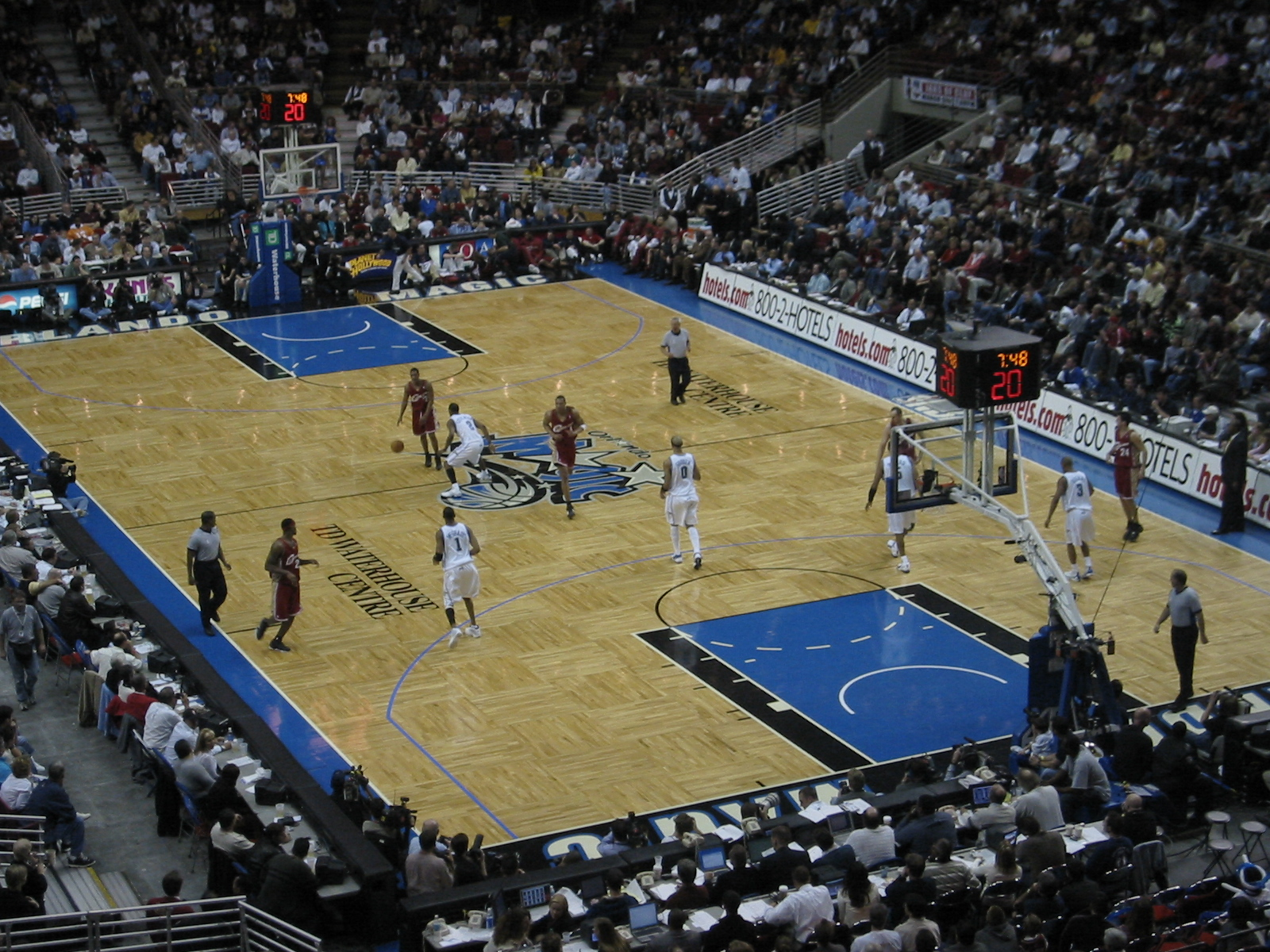
Игра «Орландо Мэджик» против «Кливленд Кавальерс» 27 февраля 2004 года

В межсезонье Габриэль попытался заполучить нескольких высококлассных свободных агентов: Тима Данкана, Гранта Хилла и Трэйси Макгрэди. Данкан решил остаться в «Спёрс», но руководство «Мэджик» смогло договориться и подписать контракты с Хиллом и Макгрэди. С двумя новыми звёздами команда надеялась стать одной из лучших на Востоке. Однако Хилл, отыграв всего 4 игры, получил травму лодыжки и вынужден был пропустить остаток сезона. Макгрэди же стал лидером команды и одним из самых результативных игроков НБА. Команду также усилил выбранный на драфте Майк Миллер. Сезон клуб окончил с результатом 43-39 и попал в плей-офф. Макгрэди стал участником матча всех звёзд НБА и был включён во вторую команду всех звёзд, а Миллер стал новичком года. В плей-офф «Мэджик» проиграли «Милуоки Бакс» в четырёх играх 3-1.
В сезоне 2001/02 команда одержала 44 победы и потерпела 38 поражений. Из-за травмы Грант Хилл пропустил практически весь сезон. Ядро команды сформировали Макгрэди, Миллер, Армстронг и специалист трёхочковых бросков Пэт Гэррити. Магрэди опять стал участником матча всех звёзд НБА и был включен в первую сборную всех звёзд. В плей-офф «Мэджик» опять не смогли пройти дальше первого раунда, проиграв на этот раз «Шарлотт Хорнетс».
В сезоне 2002/03 команда обменяла Майка Миллера в «Мемфис Гриззлис» на Гордана Гиричека и Дрю Гудена. Команда завершила сезон с результатом 42-40. Макгрэди стал самым результативным игроком чемпионата, набирая в среднем 32,1 очка за игру. Несмотря на то, что Хилл опять пропустил большую часть сезона, «Мэджик» третий год подряд попали в плей-офф. В первом раунде плей-офф против «Детройт Пистонс» команда вела в счёте 3-1, однако проиграла 3-4.
На драфте 2003 года «Мэджик» выбрали Риса Гейнса, который большую часть сезона 2003/04 просидел на скамейки запасных и уже в следующем чемпионате обменян. Команда наняла ветеранов Тайрона Лью и Джувана Ховарда. Пятнадцатый сезон клуба стал одним из самых тяжёлых в его истории. После выигрыша в первой игре сезона команда проиграла 19 игр подряд, установив антирекорд клуба. После десятого проигрыша руководство команды уволило Дока Риверса, а на его место наняла Джонни Дэвиса. Пост генерального менеджера вместо Габриэля занял Джон Висброд. Макгрэди продолжил показывать хорошую игру, набирая в среднем 28 очков, и в четвёртый раз подряд участвовал в матче всех звёзд. Ховард также набирал в среднем за игру по 17,2 очка и 7,1 подбора и сделал 18 дабл-даблов в сезоне. Несмотря на это, «Мэджик» закончили сезон с худшим результатом чемпионата — 21-61 — и не попали в плей-офф. Такой «успех» клуба не устраивал Макгрэди. Лидер команды объявил, что не будет продлевать свой контракт с «Мэджик» через год, если клуб не усилится в ближайшее время. Одним из шагов по усилению команды, по его мнению, должен был стать выбор выпускника Университета Коннектикута Эмеки Окафора. Однако фаворитом на драфте среди руководства клуба был школьник Дуайт Ховард, которого Магрэди считал слишком молодым и сомневался, что его приход усилит «Мэджик» в ближайшие сезоны.

### 2004—2006: Начало эры Дуайта Ховарда

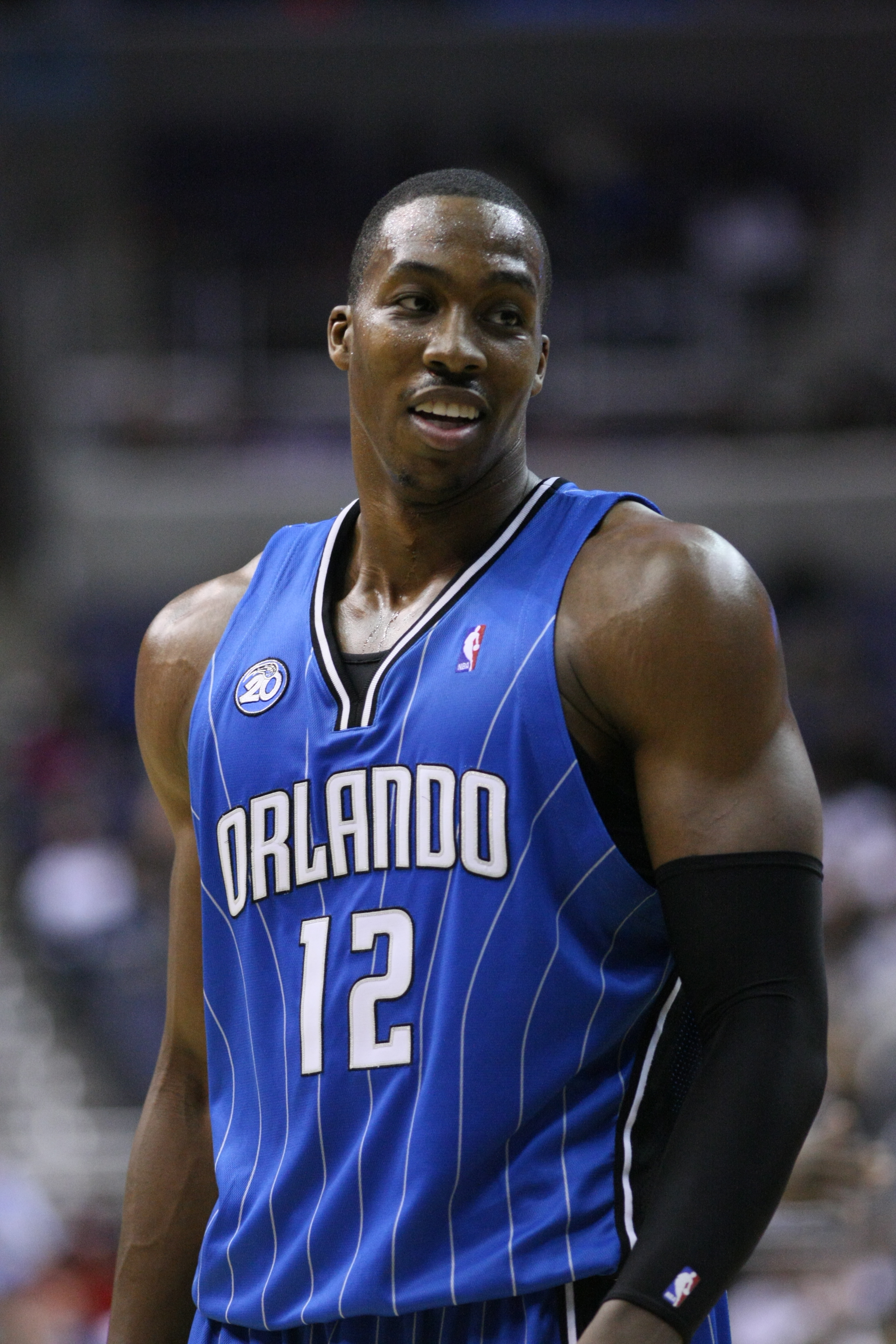
Трёхкратный лучший оборонительный игрок НБА Дуайт Ховард

Во время драфта Орландо выбрали под первым номером звезду школьного баскетбола Дуайта Ховарда, а также выменяли у «Денвер Наггетс» Джамира Нельсона за право выбора в первом раунде на следующем драфте. В межсезонье Висброд практически полностью поменял состав команды, оставив только тренера Дэвиса и несколько игроков. После выбора на драфте Ховарда руководству клуба пришлось обменять лидера своей команды Магрэди, чтобы получить за него хоть какую-то компенсацию, так как тот обещал покинуть «Мэджик» по окончании своего контракта как свободный агент. Таким образом, одним из самых больших обменов в межсезонье стал обмен Макгрэди, Гэйнеса, Тайрона Лу и Джувана Ховарда в «Хьюстон Рокетс» на Стива Фрэнсиса, Кельвина Като и Каттино Мобли. «Мэджик» также получили центрового Тони Баттье и право на два выбора во втором раунде у «Кливленд Кавальерс» за Дрю Гудена, Стивена Хантера и Андерсона Варежана. Клуб также подписал Хедо Туркоглу как свободного агента.
После успешного старта 13-6 «Мэджик» начали всё больше проигрывать. Висброд обменял Мобли в «Сакраменто Кингз» на Дуга Кристи. Кристи вначале отказался играть за Орландо, но позже всё-таки присоединился к команде, однако, отыграв всего несколько игр за «Мэджик», объявил, что у него остеофит и был помещён в список травмированных. В конце сезона, когда уже стало понятно, что в плей-офф команда не попадает, Висборд уволил Дэвиса, а на его место был назначен Крис Джент. Во время сезона также вернулся Хилл, который усилил команду, и «Мэджик» смогли одержать ряд побед над лидерами чемпионата. Но из-за неровной игры лидера команды Фрэнсиса «Мэджик» закончили сезон с результатом 36-46. Несмотря на это Ховард в своём дебютном сезоне показал хорошую игру, в среднем набирая дабл-дабл за игру, став самым молодым игроком в истории НБА, которому удалось это достижение. Хил в среднем набирал за игру по 19,7 очка. По результатам сезона Хилл был включён в стартовую пятёрку матча всех звёзд НБА, а Дуайт Ховард и Джамир Нельсон включены в первую и вторую сборную новичков соответственно.
Во время драфта 2005 года команда выбрала Франа Васкеса под 11 номером, однако 28 июля Васкес объявил, что собирается остаться в Испании и выступать за «Жирону» ещё как минимум год. В межсезонье один из лидеров клуба Грант Хилл полностью выздоровел от многочисленных травм лодыжки, а два других ведущих игрока команды Дуайт Ховард и Джамир Нельсон показывали превосходные результаты. Новичок Трэвис Дайнер и Кельвин Като во время летней лиги также продемонстрировали хорошую игру. Однако всего за несколько дней до старта сезона 2005/06 Хилл опять получил травму и вынужден был пропустить весь сезон, а Нельсон пропустил месяц из-за травмы ноги. 15 февраля «Мэджик» обменяли в «Детройт Пистонс» Кельвина Като и право выбора в первом раунде на Дарко Миличича и Карлоса Арройо. Через неделю руководство клуба, недовольное эгоистичной игрой Фрэнсиса, обменяла его в «Нью-Йорк Никс» на Анферни Хардуэя (от которого команда отказалась через два дня) и Тревора Ариза. С новым стартовым составом: Баттье, Ховард, Туркоглу, Дешон Стивенсони и Нельсон «Мэджик» сумели провести хорошую концовку чемпионата. В одной из игр Ховард сумел набрать 28 очков и сделать 26 подборов — рекорд карьеры. Однако «Мэджик» проиграли последние 4 игры сезона и уступили 8 место Восточной конференции, не попав в плей-офф.
21 октября владелец клуба Ричард ДеВос объявил, что передаёт клуб своим детям, которых будет представлять его зять Боб Вандер Вейде. Официальную смену владельца планировалось осуществить в течение года.

### 2006—2010: Возвращение в плей-офф и финал НБА

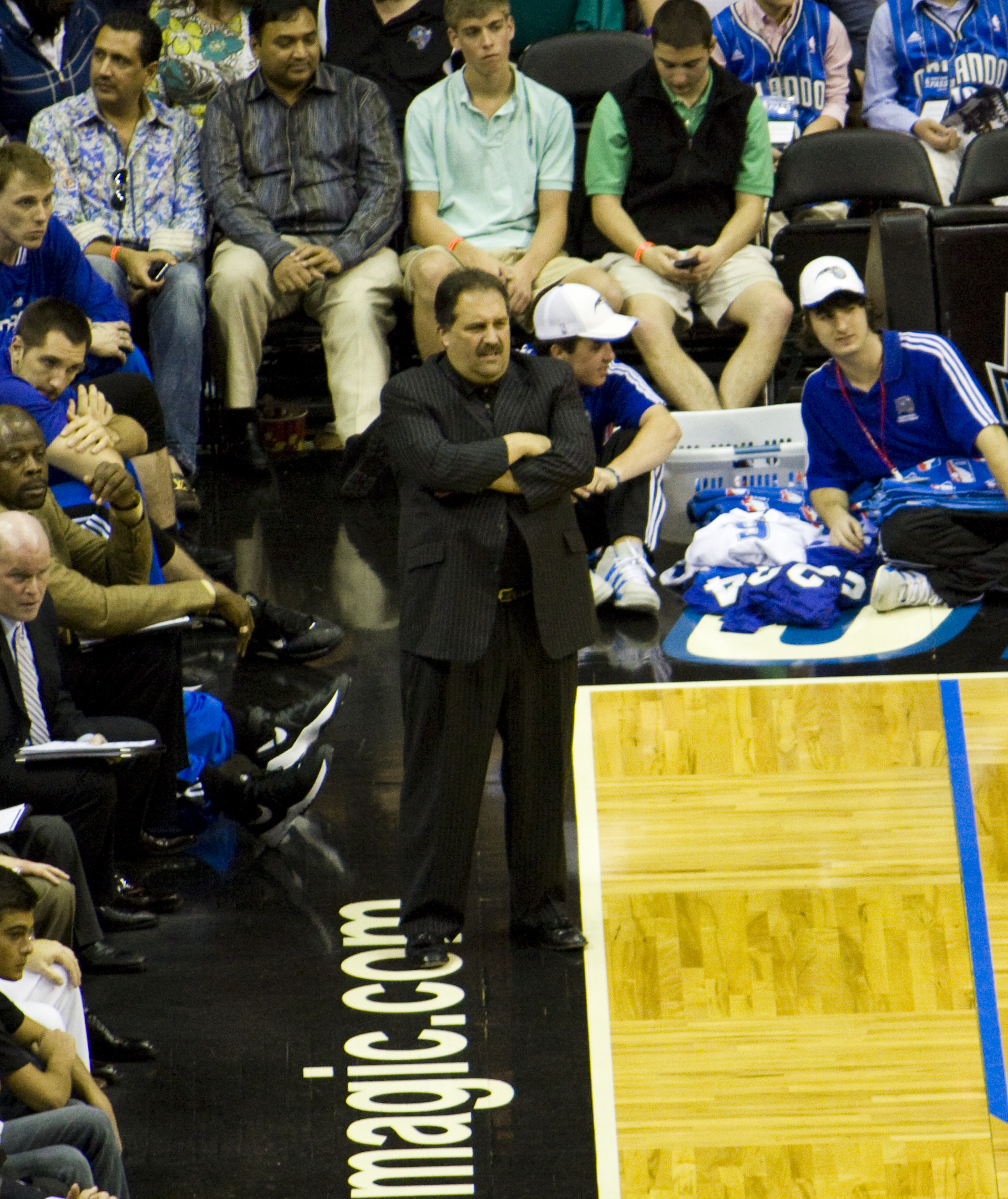
Главный тренер «Орландо Мэджик» Стэн Ван Ганди

На драфте «Мэджик» выбрали под 11 номером Джей Джей Редика из университета Дьюка, который в первом сезоне проводил на площадке в среднем по 11 минут. После удачного старта сезона 13-4 из-за травм ключевых игроков, Тони Баттье, Кейона Дулинга и Гранта Хилла, «Орландо Мэджик» начала всё больше проигрывать. Дуайт Ховард продолжил показывать хорошую игру и был выбран для участия в матче всех звёзд НБА. 15 апреля 2007 года, после победы над «Бостон Селтикс» 88-86 «Мэджик» обеспечили себе восьмое место в конференции и попадание в плей-офф впервые с 2003 года. В плей-офф «Мэджик» проиграли в первом раунде «Детройт Пистонс», и 23 мая 2007 года руководство клуба уволило Брайана Хилла с поста главного тренера. Чтобы заменить Хилла, руководство клуба решило подписать контракт с Билли Донованом — главным тренером «Флорида Гейторс», который выиграл со своей командой два последних национальных чемпионата. 1 июня «Мэджик» подписали с Донаваном пятилетний контракт, но уже на следующий день Донован попросил разорвать его, решив вернутся во Флоридский университет. «Мэджик» согласились расторгнуть контракт через несколько дней при условии, что Донаван не будет тренировать клубы НБА в течение ближайших пяти лет. 6 июня 2007 года «Мэджик» подписали четырёхлетний контракт со Стэном Ван Ганди. Клуб также подписал с Рашардом Льюисом шестилетний контракт на сумму 110 млн долларов. На выставочных играх в Китае Орландо одержали три победы: два раза «Волшебники» обыграли «Кливленд Кавальерс» и один раз национальную сборную Китая.
15 ноября 2007 года произошла смена владельца клуба. Боб Вандер Вейде, зять Ричарда Девоса, официально стал владельцем команды.
«Мэджик» начали сезон 2007/08 с результатом 16-4. Следующие несколько месяцев команда провела не так удачно, одержав 18 побед и 18 поражений. Конец марта клуб закончил победной серией в 10 игр. Сезон команда закончила с результатом 52-30 и завоевала титул чемпиона Юго-Восточного дивизиона, который стал третьим в истории клуба и первым с момента образования Юго-Восточного дивизиона. «Мэджик» заняли третье место в Восточной конференции, что обеспечило им преимущество на домашней площадке в первом раунде против «Торонто Рэпторс». В первых двух играх благодаря хорошей игре Ховарда, набиравшего более 25 очков за игру и делавшего более 20 подборов, «Мэджик» одержали 2 домашние победы. Проиграв третью игру, 28 апреля 2008 года на площадке «Эмвей-арена» «Мэджик» одержали 4 победу в первом раунде и победили в серии 4-1. Выход в полуфинал конференции стал первым для команды за последние 12 лет. В полуфинале конференции «Мэджик» проиграли «Детройт Пистонс» с результатом 4-1. Вторая победа «Пистонс» запомнилось спорным моментом, когда в конце третьей четверти Чонси Биллапс выполнил удачный трёхочковый бросок, в результате чего его команда вышла вперёд на 3 очка. Во время выполнения этого розыгрыша Детройтом сломались часы, а из-за правила, запрещающего просматривать судьям повторы, невозможно было определить, успела ли команда сделать успешный бросок за оставшиеся 5,1 секунды. Судьи посчитали, что розыгрыш длился 4,6 секунды, и засчитали бросок.
Первую половину сезона 2008/09 «Мэджик» завершили с результатом 33-8, став лидером Юго-Восточного дивизиона. В начале февраля один из лидеров команды Джамир Нельсон получил травму плеча, из-за чего пропустил остаток сезона и вынужден был отказаться от участия в матче всех звёзд. Чтобы закрыть проблемную позицию, клуб выменял у «Хьюстон Рокетс» Рафера Элстона. Регулярный чемпионат команда окончила с результатом 59-23, что стало лучшим результатом для команды с 1995/96 года, когда «Мэджик» одержали 60 побед. В первом раунде «Волшебники» обыграли «Филадельфию 76», а во втором раунде — действующих чемпионов лиги «Бостон Селтикс». В финале конференции «Мэджик» обыграли «Кливленд Кавальерс», в составе которых был самый ценный игрок чемпионата Леброн Джеймс, и во второй раз в истории вышли в финал НБА. В финале команде из Орландо противостоял клуб «Лос-Анджелес Лейкерс». Несмотря на то, что Нельсон сумел восстановиться к финальным играм, «Мэджик» уступили «Лейкерс» в пяти играх. После проигрыша в первых двух играх «Мэджик» сумели одержать первую победу, как в серии, так и в своей истории финальных игр. В четвёртой игре «Мэджик» также лидировали в конце игры, но, благодаря точному трёхочковому Дерека Фишера на последних секундах, «Лейкерс» перевели игру в овертайм, а после и выиграли игру. В пятом матче серии «Лейкерс» одержали победу 99—86 и завоевали чемпионский титул.
В межсезонье 2009 года Орландо обменяли Рафера Элстона, Тони Баттье и Кортни Ли в «Нью-Джерси Нетс» на многократного участника матча всех звёзд Винса Картера и Райана Андерсона. Хедо Туркоглу был отправлен в «Торонто Рэпторс». Клуб также подписал несколько свободных агентов: 10 июля бывшего тяжёлого форварда «Даллас Маверикс» Брэндона Басса, 21 июля бывшего форварда «Финикс Санз» Мэтта Барнса, а 19 августа бывшего разыгрывающего защитник «Майами Хит» Джейсона Уильямса. 28 сентября 2009 года Орландо продлили контракт с главным тренером Стэном Ван Ганди, а также с генеральным менеджером Отисом Смитом до 2012 года.
Первые 10 игр сезона команда провела без Рашарда Льюиса, у которого было обнаружено повышенное содержание тестостерона, из-за чего он был отстранён ассоциацией на 10 игр. Во второй игре сезона Винс Картер повредил лодыжку и пропустил последующие 5 игр, а в середине ноября Джамир Нельсон травмировал колено и пропустил 5 недель. Несмотря на травмы основных игроков «Мэджик» на конец декабря показали результат 23-8. Начало января стало не таким удачным для команды, когда она проиграла 7 из 10 игр, но уже в следующих семи играх клуб праздновал 6 побед. После матча всех звёзд НБА команда набрала ход и одержала 23 победы в 28 поединках и в четвёртый раз подряд попала в плей-офф, став в третий раз подряд чемпионом дивизиона. В сезоне «Мэджик» повторили успех прошлого года, одержав 59 побед (второй результат в чемпионате). В первых двух раундах плей-офф «Волшебники» обыграли «Шарлотт Бобкэтс» и «Атланту Хокс». В финале конференции клуб встретился с «Бостон Селтикс». Проиграв первые три игры, «Мэджик» сумели выиграть следующие две, но в 6 игре уступили на выезде.

### 2010 — настоящее время: Новая арена

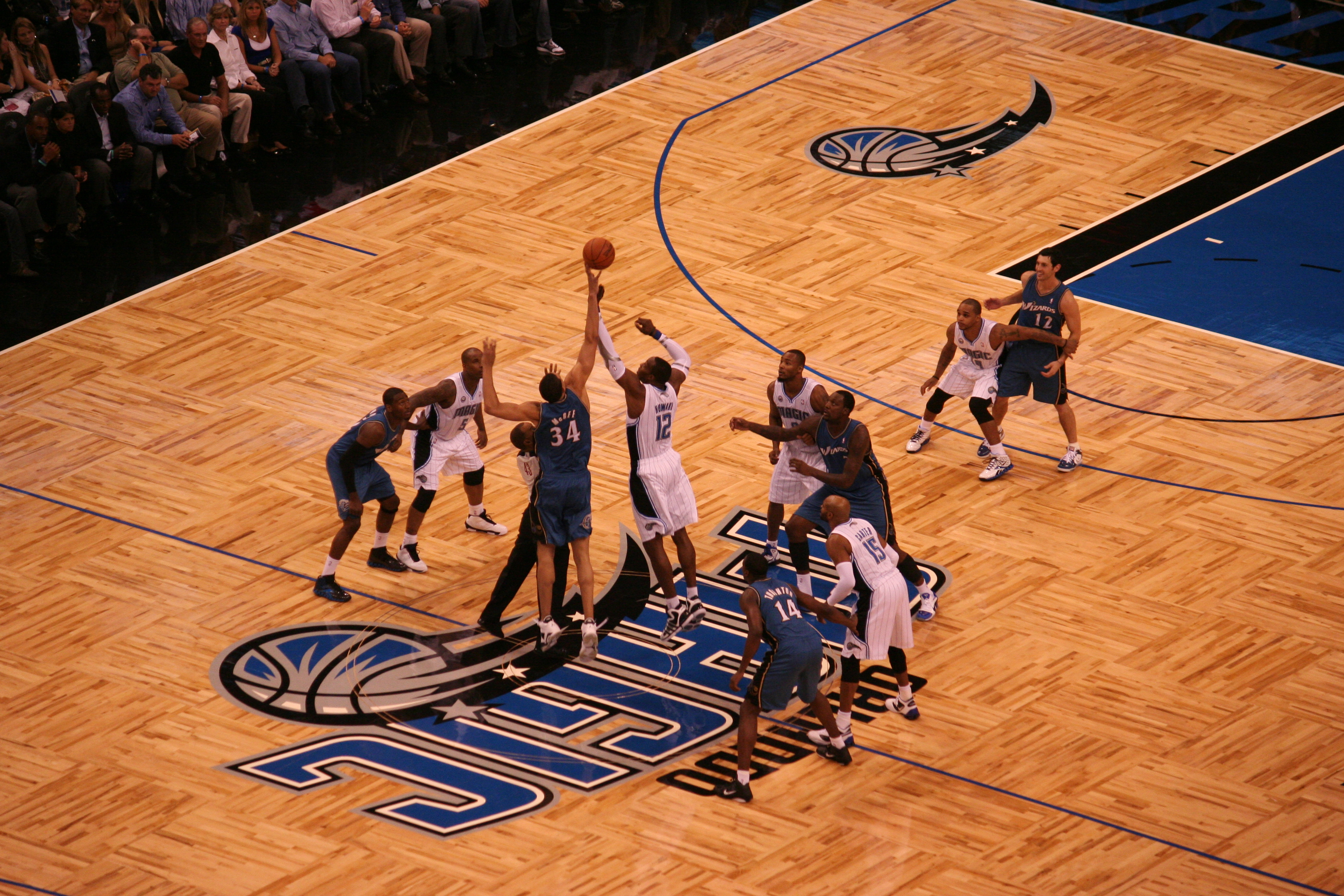
Первое вбрасывание в регулярном чемпионате. «Мэджик» против «Уизардс»

В 2010 году команда переехала в новую арену «Эмвей-центр». Вместе с переездом команда также изменила свою эмблему, оставив летящий мяч, но изменив текстовую надпись.
На драфте НБА 2010 года клуб выбрал форварда Дениэля Ортона. В межсезонье «Мэджик» подписали контракт с бывшим игроком «Нью-Йорк Никс» защитником Крисом Дахоном и игроком «Майами Хит» Квентином Ричардсоном. Сезон команда начала с результатом 15-4, но в начале декабря часть команды (Джей Джей Редик, Дуайт Ховард, Микаель Пьетрус и Джамир Нельсон) заболела гастроэнтеритом, и игроки пропустили несколько игр. Клуб потерпел ряд поражений, и 18 декабря 2010 года «Мэджик» совершили большую трёхстороннюю сделку с «Финикс Санз» и «Вашингтон Уизардс», поменяв Винса Картера, Марцина Гортата и Микаеля Пьетруса в Финикс на Хедо Туркоглу, Джейсона Ричардсона и Эрла Кларка. Рашард Льюис был обменян в «Уизардс» на Гилберта Аринаса. Сезон команда окончила с результатом 52-30, став второй в Юго-Восточном дивизионе. В плей-офф «Мэджик» не смогли пройти дальше первого раунда, проиграв в шести играх «Атланте Хокс». По итогам регулярного чемпионата Ховард завоевал титул лучшего оборонительного игрока, став первым баскетболистом в истории НБА, получавшим эту награду три года подряд.

## Домашняя арена

### Список домашних арен «Мэджик»
- Эмвей-арена (1989—2010)
- Киа-центр (2010—наст. время)

### Эмвей-арена

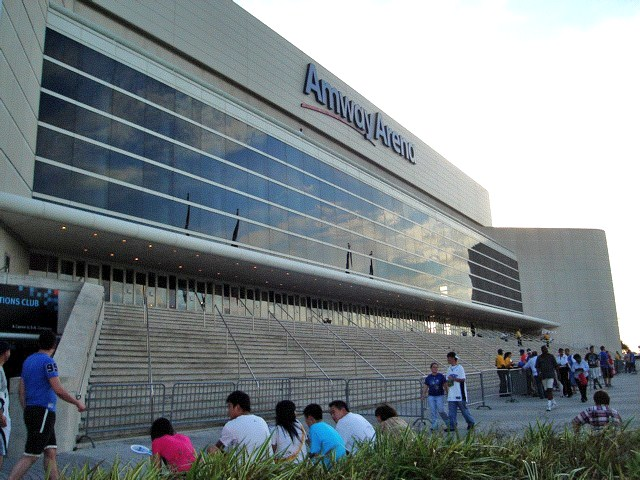
«Эмвей-арена» (ранее «Орландо-арена» и «TD Waterhouse-центр») служила домашней ареной «Мэджик» с 1989 по 2010 год

В 1983 году муниципалитет города Орландо одобрил план строительство новой арены в городе, однако начало строительства всё время откладывалось, и только в 1986 году решение о строительстве арены было окончательно утверждено. Это решение стало возможным во многом благодаря возможности получить профессиональную баскетбольную команду в городе. В январе 1987 года началось строительство арены, а уже через 4 месяца руководство НБА официально объявило о создании новой команды в городе. Строительство закончилось в 1989 году, и стоимость сооружения составила 110 млн долларов. «Орландо Мэджик» проводили домашние игры в «Эмвей-арене» с 1989 года по 2010 год. Первоначально, на протяжении первых десяти лет, арена называлась «Орландо-арена» или просто «О-Рена». В 1999 году компания TD Waterhouse купила права на название и переименовала сооружение в «TD Waterhouse-центр». В декабре 2006 года права на последующие четыре года были куплены компанией Amway. В «Эмвей-арене» также проводили домашние игры команды «Орландо Предаторс» из Arena Football League и «Орландо Шаркс» из Major Indoor Soccer League.
| Сезон   | Посещаемость за год |
| 1989/90 | 617 468             |
| 1990/91 | 617 668             |
| 1991/92 | 621 191             |
| 1992/93 | 621 191             |
| 1993/94 | 626 931             |
| 1994/95 | 656 410             |
| 1995/96 | 707 168             |
| 1996/97 | 687 958             |
| 1997/98 | 701 647             |
| 1998/99 | 411 091             |
| 1999/00 | 576 409             |
| 2000/01 | 605 031             |
| 2001/02 | 621 121             |
| 2002/03 | 605 901             |
| 2003/04 | 589 194             |
| 2004/05 | 597 942             |
| 2005/06 | 638 005             |
| 2006/07 | 700 887             |
| 2007/08 | 709 346             |
| 2008/09 | 698 768             |
| 2009/10 | 715 901             |

### Киа-центр

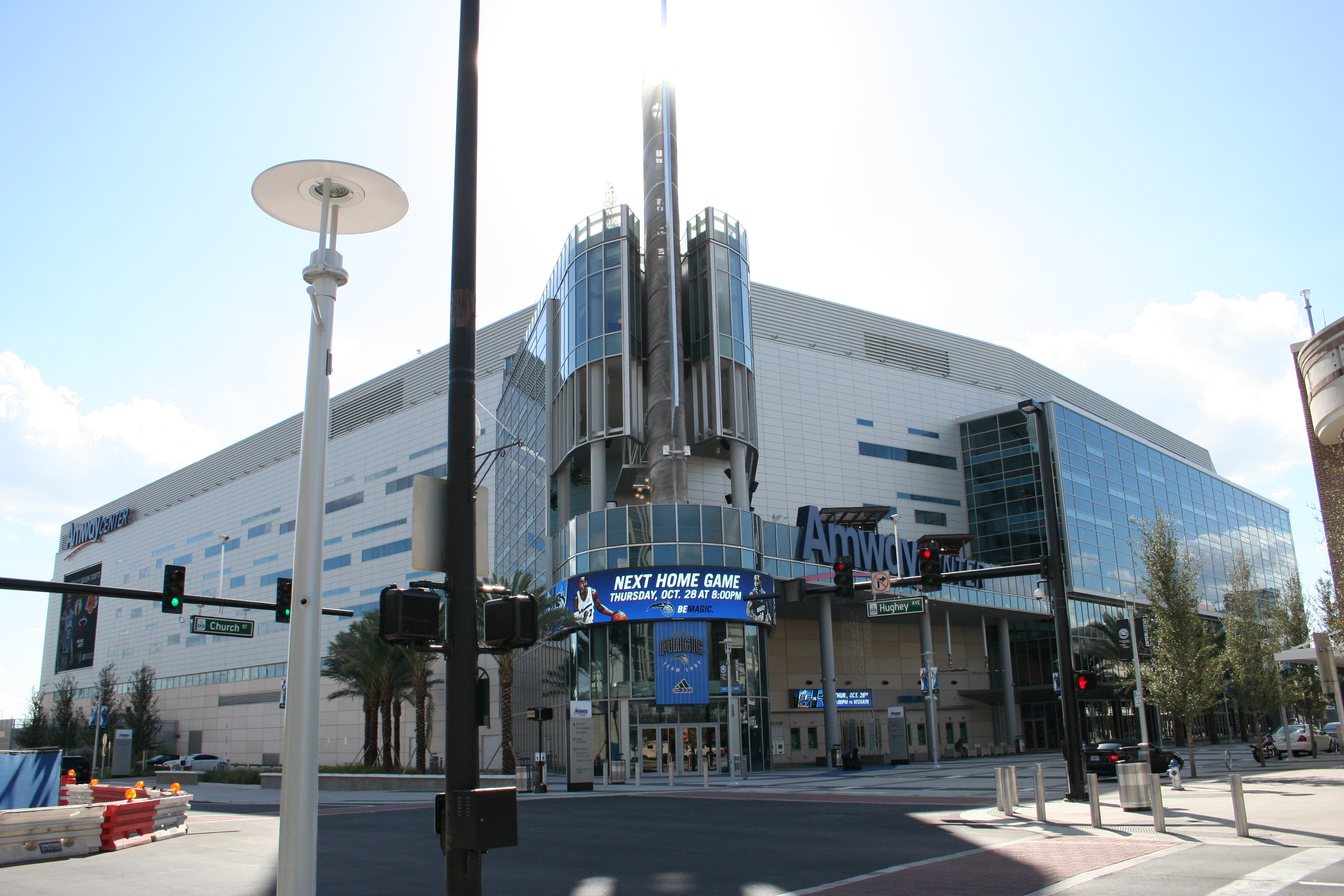
«Эмвей-центр» — домашняя ареня «Мэджик» с 2010 года

В начале 2000-х годов владелец «Орландо Мэджик» миллиардер Ричард Девос и его зять Боб Вандер Вейд обратились к руководству города с прошением о строительстве новой арены в течение ближайших десяти лет, так как «Эмвей-арена», где в то время проводили домашние игры «Мэджик», была построена в 1989 году и более не удовлетворяла современным стандартам, являясь одной из самых старых в НБА. Из-за этого в 1990-х годах команда даже вела переговоры о возможном переезде в Канзас-Сити, Оклахома-Сити или Лас-Вегас. 29 сентября 2006 года, после нескольких годов переговоров, муниципалитет города и руководство клуба достигли соглашения о строительстве новой арены, проектная стоимость которой составила 380 млн долларов. Компания Amway воспользовалась своим первоочередным правом стать титульным спонсором нового сооружения и 3 августа 2009 года заключила десятилетний контракт на сумму 40 млн долларов о покупке права на название, дав ей имя «Эмвей-центр».
«Эмвей-центр» был открыт 1 октября 2010 года. Свою первую игру в новой арене «Орландо Мэджик» сыграли 10 октября против «Нью-Орлеан Хорнетс». В этой игре «Мэджик» победили с рекордным в своей истории разрывом в 54 очка. Первую официальную игру сезона 2010/11 команда из Орландо провела 28 октября в матче против «Вашингтон Уизардс».
4 мая 2010 года комиссар НБА Дэвид Стерн объявил, что Орландо примет матч всех звёзд НБА 2012 года, который пройдёт в «Эмвей-центре».
Во время первого сезона средняя посещаемость домашних игр составила 18 972 человека, а всего за год матчи «Мэджик» вживую пришло посмотреть 777 852 человека, что стало 9 показателем в лиге. В 2023 году арена была переименована в «Киа-центр».

## Символика

### Эмблема
За время существования клуба «Мэджик» использовали три эмблемы. В сезонах 1989/90 — 1999/00 эмблема представляла собой надпись Orlando Magic, справа от которой был изображён баскетбольный мяч. В сезоне 2000/01 эмблема была изменена. Баскетбольный мяч был перемещён под надпись. После переезда команды в новую арену в сезоне 2010/11 команда также слегка изменила эмблему. Один из руководителей «Мэджик» Алекс Мартинес сказал, что новая эмблема означает начало новой эры совершенства для «Орландо Мэджик» и её болельщиков. На 10-, 15- и 20-летия клуба «Мэджик» использовали специальные юбилейные логотипы.

### Форма
Традиционными цветами команды являются голубой, чёрный, серебряный и белый. За свою историю команда сменила форму около 5 раз. Домашние игры «Мэджик» играют в белых футболках и шортах с отделкой голубого цвета. Выездная форма почти всегда была синего или голубого цвета, кроме формы первых 5 сезонов, когда выездная форма была чёрного цвета. На домашней форме спереди на майках написано «Magic», а на выездных «Orlando». Последний раз изменение дизайна формы произошло на двадцатилетие клуба. Новая форма представляет собой модернизированный дизайн формы 90-х годов.

### Талисман и группа поддержки

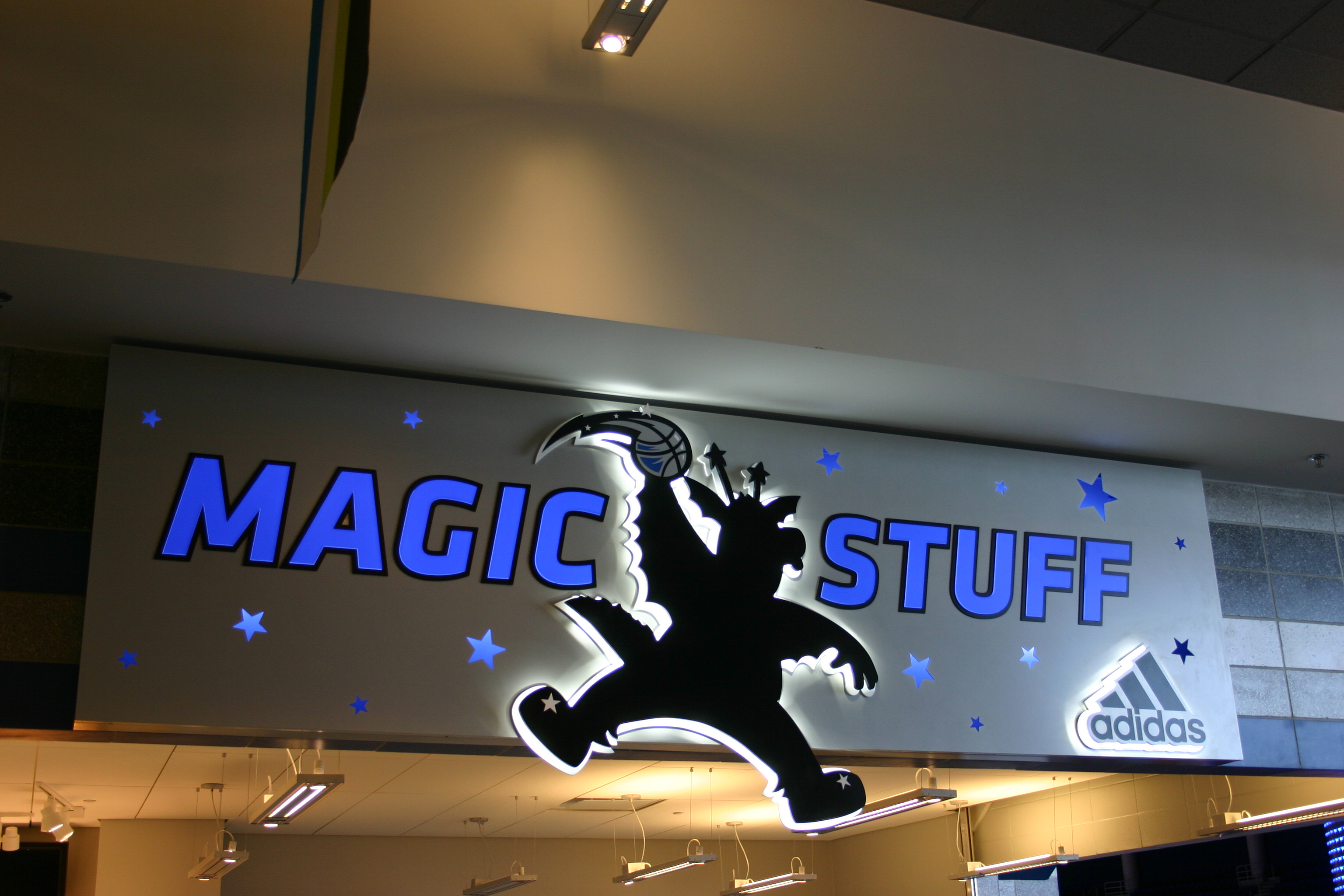
Изображение маскота на вывеске магазина

Официальным талисманом команды с основания клуба в сезоне 1989/90 является Стафф — Волшебный Дракон (англ. Stuff the Magic Dragon), в задачи которого входит развлечение болельщиков на всех домашних играх «Мэджик». Дракон имеет зелёную окраску, однако, начиная с 2010 года, он начал появляться и в синей. В марте 2011 года в «Пруденшал-центре» произошел инцидент с участием Стаффа. Во время празднования дня рождения маскота «Нетс» один из болельщиков кинул в дракона пиво, из-за чего между ними завязалась драка. В результате этого маскот «Мэджик» был выведен с арены.
Группа поддержки «Мэджик» — Dunking Dancers. Официальным тренером по выполнению слэм-данков у группы является дракон Стафф. В 2006 году команда удостоилась чести быть приглашённой на матч всех звёзд НБА в Хьюстон, где получила хорошие отзывы о своём выступлении.

## Освещение в СМИ
Текущими комментаторами игр «Орландо Мэджик» являются Дэвид Стил и Мэтт Гукас, первый тренер «Мэджик». Уит Уотсон и Пол Кеннеди работают репортёрами на площадке. Начиная с сезона 2007/08 игры демонстрируются на каналах Fox Sports Florida и Sun Sports. В предыдущие года игры показывались каналом Sun Sports и местными телевизионные станциями, такими как WKCF и WRBW. Игры демонстрируются в формате HDTV.
Радиокомментаторами команды являются Деннис Ньюмен и Ричи Адубато. Игры транслируются радиосетями «Мэджик» AM 580 WDBO в Орландо, AM 1380 WELE в Дейтоне-Бич, 99.5 FM WBXY в Гейнсвилле и Окале, AM 1290 WPCF в Панама-Сити, AM 1590 WPSL в Порте Сент-Люси и AM 1450 WSTU в Стюарте, а также на радио ESPN 1040 WHBO в Тампа-Бей и AM 1270 WNLS в Таллахасси.
На официальном сайте «Орландо Мэджик» находится коллекция подкастов для iTunes, включая выпуски «Magic Overtime with Dante and Galante».

## Финансовое состояние и спонсоры
По состоянию на февраля 2018 год стоимость «Орландо Мэджик» оценивается в 1,225 млрд долларов, что является 19 показателем среди всех команд НБА. С 2009 года стоимость клуба выросла более чем в 3,5 раза. Последние десять лет команда стабильно успешна в финансовом плане — доходы клуба превышают его расходы.
Главными спонсорами «Мэджик» являются Amway, FanDuel, Florida Hospital, GEICO, Harris Corporation, PepsiCo, Disney Parks, RP Funding.

## Фарм-клубы
«Лейклэнд Мэджик» (англ. Lakeland Magic, до 2017 года «Эри Бэйхокс») — фарм-клуб «Мэджик» с 2014 года. Входит в Лигу развития НБА. Располагается в Лейкленде, Флорида. До 2011 года фарм-клубом «Мэджик» была команда «Альбукерка/Нью-Мехико Тандербёрдс», располагавшаяся в Альбукерке, Нью-Мексико, а с 2011 по 2013 год — «Су-Фолс Скайфорс».

## Статистика сезонов
| Чемпионы НБА | Чемпионы конференции | Чемпионы дивизиона | Попадание в плей-офф |

| Орландо Мэджик                |                               |                               |                               |      |      |      | |
| 2006/07                       | Восточная                     | Юго-Восточный                 | 3                             | 40   | 42   | 48,8 | Проиграли в первом раунде (Детройт) 4-0 |
| 2007/08                       | Восточная                     | Юго-Восточный                 | 1                             | 52   | 30   | 63,4 | Выиграли в первом раунде (Торонто) 4-1 Проиграли в полуфинале конференции (Детройт) 4-1                                                                                        |
| 2008/09                       | Восточная                     | Юго-Восточный                 | 1                             | 59   | 23   | 72,0 | Выиграли в первом раунде (Филадельфия) 4-2 Выиграли в полуфинале конференции (Бостон) 4-3 Выиграли в финале конференции (Кливленд) 4-2 Проиграли в финале НБА (ЛА Лейкерс) 4-1 |
| 2009/10                       | Восточная                     | Юго-Восточный                 | 1                             | 59   | 23   | 72,0 | Выиграли в первом раунде (Шарлотт) 4-0 Выиграли в полуфинале конференции (Атланта) 4-0 Проиграли в финале конференции (Бостон) 4-2                                             |
| 2010/11                       | Восточная                     | Юго-Восточный                 | 2                             | 52   | 30   | 63,4 | Проиграли в первом раунде (Атланта) 4-2 |
| 2011/12                       | Восточная                     | Юго-Восточный                 | 3                             | 37   | 29   | 56,1 | Проиграли в первом раунде (Индиана) 4-1 |
| 2012/13                       | Восточная                     | Юго-Восточный                 | 5                             | 20   | 62   | 24,4 | |
| 2013/14                       | Восточная                     | Юго-Восточный                 | 5                             | 23   | 59   | 28,0 | |
| 2014/15                       | Восточная                     | Юго-Восточный                 | 5                             | 25   | 57   | 30,5 | |
| 2015/16                       | Восточная                     | Юго-Восточный                 | 5                             | 35   | 47   | 42,7 | |
| 2016/17                       | Восточная                     | Юго-Восточный                 | 5                             | 29   | 53   | 35,4 | |
| Всего в регулярном чемпионате | Всего в регулярном чемпионате | Всего в регулярном чемпионате | Всего в регулярном чемпионате | 1091 | 1157 | 48,5 | 1989—2017 |
| Всего в серии плей-офф        | Всего в серии плей-офф        | Всего в серии плей-офф        | Всего в серии плей-офф        | 57   | 66   | 46,3 | 1989—2017 |
| Всего в НБА                   | Всего в НБА                   | Всего в НБА                   | Всего в НБА                   | 1148 | 1223 | 48,4 | 1989—2017 |

## Игроки (текущий состав)
| } } \| Поз. \| № \| Гражд. \| Имя \| Рост \| Вес \| Откуда \| \| ---- \| -- \| ---------- \| --------------- \| ------ \| ------ \| ----------------- \| \| Ф \| 1 \| ! \| Джонатан Айзек \| 211 см \| 104 кг \| Флорида Стэйт \| \| Ф \| 2 \| ! \| Калеб Хьюстан \| 203 см \| 93 кг \| Мичиган \| \| Ф \| 3 \| ! \| Чума Океке \| 198 см \| 104 кг \| Оберн \| \| З \| 4 \| ! \| Джейлен Саггс \| 196 см \| 93 кг \| Гонзага \| \| Ц \| 5 \| ! \| Паоло Банчеро \| 213 см \| 105 кг \| Дьюк \| \| З \| 7 \| ! \| Кевон Харрис \| 198 см \| 98 кг \| Пердью \| \| Ф/Ц \| 10 \| ! \| Бол Бол \| 218 см \| 100 кг \| Орегон \| \| З \| 14 \| ! \| Гэри Харрис \| 193 см \| 95 кг \| Мичиган \| \| З \| 20 \| ! \| Маркелл Фульц \| 191 см \| 95 кг \| Вашингтон \| \| Ц \| 21 \| Германия ! \| Мориц Вагнер \| 211 см \| 111 кг \| Мичиган \| \| Ф \| 22 \| Германия ! \| Франц Вагнер \| 208 см \| 100 кг \| Мичиган \| \| Ф \| 25 \| ! \| Адмирал Скофилд \| 196 см \| 109 кг \| Теннесси \| \| Ф/Ц \| 34 \| ! \| Уэнделл Картер \| 206 см \| 122 кг \| Дьюк \| \| Ц \| 35 \| Грузия ! \| Гога Битадзе \| 211 см \| 113 кг \| Грузия \| \| З \| 50 \| ! \| Коул Энтони \| 191 см \| 86 кг \| Северная Каролина \| | Главный тренер - Джамал Мозли Ассистенты тренера - Брет Брайлмайер - Лайонел Чалмерс - Джесси Мермус - Дилан Мерфи - Дэйл Осборн - Нейт Тиббетс Состав • Переходы Последнее изменение: 11 февраля 2023 года |            |                 |        |        |                   |
| Поз. | № | Гражд.     | Имя             | Рост   | Вес    | Откуда            |
| Ф | 1 | !          | Джонатан Айзек  | 211 см | 104 кг | Флорида Стэйт     |
| Ф | 2 | !          | Калеб Хьюстан   | 203 см | 93 кг  | Мичиган           |
| Ф | 3 | !          | Чума Океке      | 198 см | 104 кг | Оберн             |
| З | 4 | !          | Джейлен Саггс   | 196 см | 93 кг  | Гонзага           |
| Ц | 5 | !          | Паоло Банчеро   | 213 см | 105 кг | Дьюк              |
| З | 7 | !          | Кевон Харрис    | 198 см | 98 кг  | Пердью            |
| Ф/Ц | 10 | !          | Бол Бол         | 218 см | 100 кг | Орегон            |
| З | 14 | !          | Гэри Харрис     | 193 см | 95 кг  | Мичиган           |
| З | 20 | !          | Маркелл Фульц   | 191 см | 95 кг  | Вашингтон         |
| Ц | 21 | Германия ! | Мориц Вагнер    | 211 см | 111 кг | Мичиган           |
| Ф | 22 | Германия ! | Франц Вагнер    | 208 см | 100 кг | Мичиган           |
| Ф | 25 | !          | Адмирал Скофилд | 196 см | 109 кг | Теннесси          |
| Ф/Ц | 34 | !          | Уэнделл Картер  | 206 см | 122 кг | Дьюк              |
| Ц | 35 | Грузия !   | Гога Битадзе    | 211 см | 113 кг | Грузия            |
| З | 50 | !          | Коул Энтони     | 191 см | 86 кг  | Северная Каролина |

см. Игроки «Орландо Мэджик»
- Члены Зала славы баскетбола

- Чак Дэйли, тренер в сезонах 1997—1999, введён в 1994 году
- Доминик Уилкинс, Ф, 1999, введён в 2006 году
- Патрик Юинг, Ц, 2001—2002, ассистент тренера, введён в 2008 году

- Закреплённые номера

- 6 — «Шестой игрок — болельщики» (в 2001—2002 годах под этим номером выступал Патрик Юинг)
- 32 — Шакил О’Нил

## Главные тренеры

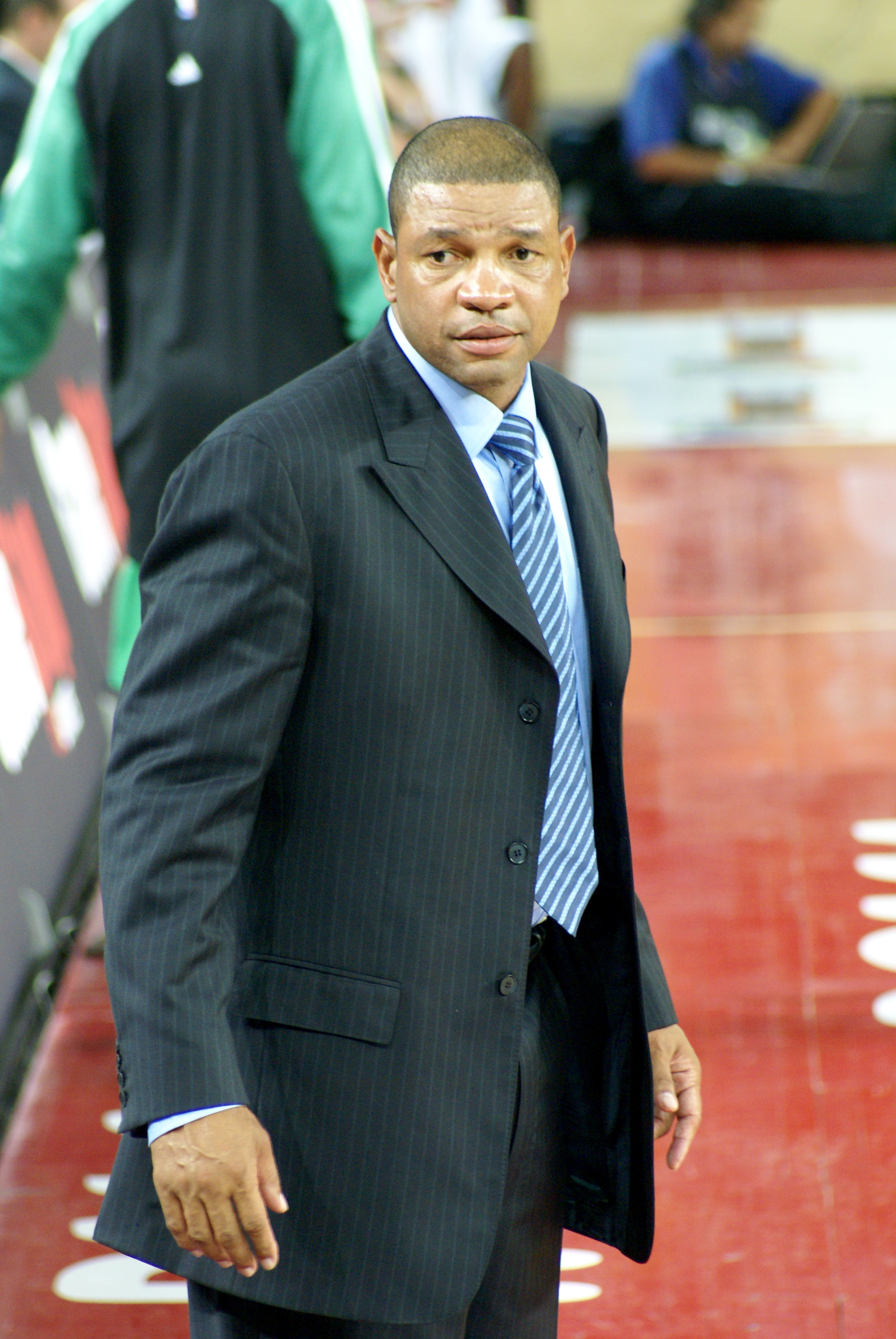
Тренер года в сезоне 1999/00 Док Риверс

| И  | Количество игр                           |
| В  | Побед                                    |
| П  | Поражений                                |
| %В | Процент побед                            |
| №  | №                                        |
| *  | Всю тренерскую карьеру провёл в «Мэджик» |
| ^  | Включён в Зал славы баскетбола           |

Список тренеров
| №  | Имя             | Период    | И     | В     | П     | %В    | И        | В        | П        | %В       | Достижения                       | Прим.   |
| №  | Имя             | Период    | Сезон | Сезон | Сезон | Сезон | Плей-офф | Плей-офф | Плей-офф | Плей-офф | Достижения                       | Прим.   |
| -- | --------------- | --------- | ----- | ----- | ----- | ----- | -------- | -------- | -------- | -------- | -------------------------------- | ------- |
| 1  | Мэтт Гукас      | 1989—1993 | 328   | 111   | 217   | 33,8  | —        | —        | —        | —        |                                  | [ 108 ] |
| 2  | Брайан Хилл     | 1993—1997 | 295   | 191   | 104   | 64,7  | 36       | 18       | 18       | 50,0     |                                  | [ 109 ] |
| 3  | Ричи Адубато    | 1997      | 33    | 21    | 12    | 63,6  | 5        | 2        | 3        | 40,0     |                                  | [ 110 ] |
| 4  | Чак Дэйли^      | 1997—1999 | 132   | 74    | 58    | 56,1  | 4        | 1        | 3        | 25,0     |                                  | [ 111 ] |
| 5  | Док Риверс      | 1999—2003 | 339   | 171   | 168   | 50,4  | 15       | 5        | 10       | 33,3     | Тренер года НБА в сезоне 1999/00 | [ 112 ] |
| 6  | Джонни Дэвис    | 2003—2005 | 135   | 51    | 84    | 37,8  | —        | —        | —        | —        |                                  | [ 113 ] |
| 7  | Крис Джент*     | 2005      | 18    | 5     | 13    | 27,8  | —        | —        | —        | —        |                                  | [ 114 ] |
| —  | Брайан Хилл     | 2005—2007 | 164   | 76    | 88    | 46,3  | 4        | 0        | 4        | 00,0     |                                  | [ 109 ] |
| 8  | Стэн Ван Ганди  | 2007—2012 | 394   | 259   | 135   | 65,7  | 59       | 31       | 28       | 52,5     |                                  | [ 115 ] |
| 9  | Жак Вон         | 2012—2015 | 213   | 58    | 155   | 27,2  | —        | —        | —        | —        |                                  |         |
| 10 | Джеймс Боррего* | 2015      | 30    | 10    | 20    | 33,3  | —        | —        | —        | —        |                                  |         |
| 11 | Скотт Скайлз    | 2015—2016 | 82    | 35    | 47    | 42,7  | —        | —        | —        | —        |                                  | [ 116 ] |
| 11 | Фрэнк Вогель    | 2016—н.в. | 82    | 29    | 53    | 35,4  | —        | —        | —        | —        |                                  | [ 117 ] |

## Достижения
по данным сайта

### Лидеры клуба
- За карьеру
  - Игр: Ник Андерсон, 692
  - Подряд сыграно игр: Дуайт Ховард, 351
  - Сыграно минут: Дуайт Ховард, 22 471
  - Попаданий с игры: Ник Андерсон, 4075
  - Попыток забить: Ник Андерсон, 8976
  - Забито трёхочковых: Деннис Скотт, 981
  - Попыток забить трёхочковый: Ник Андерсон, 2480
  - Забито штрафных очков: Дуайт Ховард, 3366
  - Попыток забить штрафной бросок: Дуайт Ховард, 5727
  - Всего подборов: Дуайт Ховард, 8072
  - Передач: Джамир Нельсон, 3501
  - Перехватов: Ник Андерсон, 1004
  - Блок-шотов: Дуайт Ховард, 1344
  - Персональных фолов: Дуайт Ховард, 2002
  - Очков: Дуайт Ховард, 11 435
- Индивидуальные рекорды
  - По количеству очков в одной игре: 62 (Трэйси Макгрэди 10 марта 2004 года против «Вашингтон Уизардс»)
  - По количеству очков в половине игры: 37 в первой половине (Трэйси Макгрэди 9 марта 2003 года против «Денвер Наггетс»)
  - По количеству очков в одной четвери: 25 во второй четверти (Трэйси Макгрэди 9 марта 2003 года против «Денвер Наггетс»)
  - Штрафных очков в игре: 18 (Трэйси Макгрэди 25 декабря 2002 года против «Детройт Пистонс»)
  - По количеству очков в играх плей-офф: 46 (Трэйси Макгрэди во второй игре первого раунда плей-офф 2003 года против «Детройт Пистонс»)
  - По количеству передач в одной игре: 30 (Скотт Скайлз 30 декабря 1990 года против «Денвер Наггетс») — Рекорд НБА

### Индивидуальные награды игроков
| Лучший оборонительный игрок НБА - Дуайт Ховард — 2009, 2010, 2011 Новичок года НБА - Шакил О’Нил — 1993 - Майк Миллер — 2001 Лучший шестой игрок НБА - Дэррелл Армстронг — 1999 Приз за спортивное поведение НБА - Грант Хилл — 2005 Самый прогрессирующий игрок НБА - Скотт Скайлз — 1991 - Дэррелл Армстронг — 1999 - Трэйси Макгрэди — 2001 - Хедо Туркоглу — 2008 - Райан Андерсон — 2012 Тренер года НБА - Док Риверс — 2000 Менеджер года НБА - Джон Габриэль — 2000 | Первая команда сборной всех звёзд НБА - Анферни Хардуэй — 1995, 1996 - Трэйси Макгрэди — 2002, 2003 - Дуайт Ховард — 2008, 2009, 2010 Вторая команда сборной всех звёзд НБА - Шакил О’Нил — 1995 - Трэйси Макгрэди — 2001, 2004 Третья команда сборной всех звёзд НБА - Шакил О’Нил — 1994, 1996 - Анферни Хардуэй — 1997 - Дуайт Ховард — 2007 Первая команда сборной защиты НБА - Дуайт Ховард — 2009, 2010, 2011, 2012 Вторая команды сборной защиты НБА - Хорас Грант — 1995, 1996 - Дуайт Ховард — 2008 | Сборная новичков НБА - Деннис Скотт — 1991 - Шакил О’Нил — 1993 - Анферни Хардуэй — 1994 - Мэтт Харпринг — 1999 - Майк Миллер — 2001 - Дрю Гуден — 2003 - Дуайт Ховард — 2005 Вторая команда сборной новичков НБА - Стэнли Робертс — 1992 - Майкл Долеч — 1999 - Чаки Эткинс — 2000 - Джамир Нельсон — 2005 |